# Matang Wakeuh
Matang Wakeuh is een bestuurslaag in het regentschap Bireuen van de provincie Atjeh, Indonesië. Matang Wakeuh telt 402 inwoners (volkstelling 2010).